# Phymatodes varius
Phymatodes varius là một loài bọ cánh cứng trong họ Cerambycidae.